# 哈里森·阿什比
哈里森·阿什比（英語：Harrison Ashby，2001年11月14日—）是一名蘇格蘭足球運動員，現效力於英超球會紐卡素，位置為右後衛。

## 俱樂部生涯
阿什比在九歲時簽約韋斯咸之前，阿什比是在車路士做學徒。阿什比在2020年夏天與韋斯咸簽署第一份的職業合約。2020年9月15日，他在聯賽盃第二輪對陣查爾頓的比賽於84分鐘代替賓·莊臣上場，最終韋斯咸以3-0獲勝。2021年12月15日，阿什比在作客0-2負於阿仙奴的比賽中入替柏保路·科奴斯完成他的英超首次上陣。

## 國家隊生涯
阿什比有資格代表蘇格蘭，因為他的外祖父母是蘇格蘭人，並代表蘇格蘭參加17歲以下和19歲以下的比賽。2020年9月23日，阿什比接到首次蘇格蘭U21的徵召。他於2020年10月13日射入他在U21隊的首個入球，在歐洲U21預選賽中以7-0大勝聖馬力諾的比賽中取得入球
。

## 踢球風格
韋斯咸隊長馬克·盧保稱讚阿什比的強壯體格和技術能力，他說“技術上他非常好，對他來說，最重要的是從我們和正選隊中獲得經驗。當他進來的時候，他看起來真的很強壯，完全值得今年內獲得首次英超上陣的機會"。

## 個人生活
阿什比是前英格蘭後衛巴利·阿什比的兒子。

## 生涯數據
最後更新：2021年12月22日
| 俱樂部   | 賽季     | 聯賽     | 聯賽 | 聯賽 | 英格蘭足總盃 | 英格蘭足總盃 | 英格蘭聯賽盃 | 英格蘭聯賽盃 | 其他 | 其他 | 總計 | 總計 |
| 俱樂部   | 賽季     | 層級     | 出賽 | 進球 | 出賽         | 進球         | 出賽         | 進球         | 出賽 | 進球 | 出賽 | 進球 |
| -------- | -------- | -------- | ---- | ---- | ------------ | ------------ | ------------ | ------------ | ---- | ---- | ---- | ---- |
| 韋斯咸   | 2019–20  | 英超     | 0    | 0    | 0            | 0            | 2            | 0            | —    | —    | 2    | 0    |
| 韋斯咸   | 2021–22  | 英超     | 0    | 0    | 0            | 0            | 0            | 0            | 1    | 0    | 1    | 0    |
| 生涯總計 | 生涯總計 | 生涯總計 | 1    | 0    | 0            | 0            | 3            | 0            | 1    | 0    | 5    | 0    |

1. ↑  在歐洲足協歐霸盃出賽